# Resozialisierung
Der Begriff der Resozialisierung geht von der Vorstellung aus, ein Straftäter habe sich durch seine Tat außerhalb der Gesellschaft gestellt oder jedenfalls offenbart, dass er nicht im erforderlichen Maße in diese Gesellschaft eingebunden sei. Ziel des staatlichen Strafens habe es daher zu sein, den Täter wieder in die Gesellschaft einzugliedern. Dabei ist zwischen dem Zweck der Strafverhängung und dem Ziel des Strafvollzuges zu unterscheiden. Im ersteren Fall gilt die Resozialisierung (als eine Form positiver Spezialprävention) als ein möglicher Strafzweck neben anderen, im zweiten Fall wird die „Resozialisierung als Vollzugsziel“ von der  herrschenden Meinung als alleiniges Ziel des Vollzuges angesehen (vergleiche Feest 2006).  Der Begriff Resozialisierung wird vielfach (auch vom deutschen Bundesverfassungsgericht) synonym mit dem der Re-Sozialisation gebraucht. Der letztere Begriff verweist stärker auf Defizite der (vor allem frühkindlichen) Sozialisation, welche am ehesten therapeutisch bearbeitet werden könnten.

## Deutsches Recht
In Deutschland besteht nach der Rechtsprechung des Bundesverfassungsgerichts ein Anspruch des verurteilten Straftäters auf Resozialisierung aufgrund von Art. 2 Abs. 1 in Verbindung mit Art. 1 Abs. 1 des Grundgesetzes. Diese Rechtsprechung geht auf das Lebach-Urteil von 1973 zurück.